# Laura Torres
Laura N. Torres (Lebensdaten unbekannt) war eine mexikanische Journalistin und Mitgründerin einer frühen feministischen Organisation am Anfang des 20. Jahrhunderts.
1904 oder 1906 war Torres Mitgründerin der Admiradoras de Juárez (Bewunderer von Juárez) zusammen mit Eulalia Guzmán, Hermila Galindo und Luz Vera. Admiradoras de Juárez wird als eine militante feministische Vereinigung beschrieben, die neben dem Frauenwahlrecht auch ein Ende der sexuellen Diskriminierung und der repressiven Regierung forderte. Der zeitgenössische Historiker Justo Sierra Méndez ätzte, sie sei „ein Zufluchtsort für alte, hässliche Frauen, die versuchten, Männer nachzuahmen“.
Judy Chicago widmete ihr eine Inschrift auf den dreieckigen Bodenfliesen des Heritage Floor ihrer 1974 bis 1979 entstandenen Installation The Dinner Party. Die mit dem Namen Laura Torres beschrifteten Porzellanfliesen sind dem Platz mit dem Gedeck für Sacajawea zugeordnet.